# 幽霊たち
『幽霊たち』(ゆうれいたち、Ghosts)は、1986年に刊行されたポール・オースターの小説。『ガラスの街』、『鍵のかかった部屋』に並ぶニューヨーク三部作の第2作である。柴田元幸による日本語版翻訳が新潮社より刊行されている。また、2011年には、佐々木蔵之介主演で舞台化された。

## あらすじ
1947年、ニューヨーク。ある日、私立探偵ブルーは、ホワイトという男から、必要がなくなるまでブラックという男を監視し、次の指示があるまで週1回報告書を自分に送り続けるよう依頼される。そこで、ブルーは、ホワイトが借りたブラック宅の真向かいにあるアパートの一室に住み込み、双眼鏡で監視を始めるが、ブラックは読書をしたり書き物をしたりするだけで、事件らしい事件は起こらない。ホワイトの指示も一向に来ない。婚約者オレンジにもずっと連絡できないまま、何も起こらない時間ばかりが過ぎてゆく。
やがて、ブラックの監視を始めて1年が過ぎた頃、ブルーは「ブラックの正体は実はホワイトで、見張られているのはむしろ自分なのではないか」という疑念を抱き始める。
そんなブルーは遂に決心し、ブラックの部屋に潜り込む。そして、そこでブルーが発見した物とは……。

## 特徴
- 登場人物の名前は歴史上の人物を除いて、全て色の名前が付いたものである。
- 小説の地の文は過去形が普通だが、本作品はほとんど全てを現在形で通した。

## 舞台劇
2011年6月から7月にかけてPARCO劇場（ほか、地方公演有り）において、本作を原作とした舞台劇が上演された。主演は佐々木蔵之介、構成・演出は白井晃。
白井演出によるオースター作品の舞台化は、『ムーン・パレス』（2001年初演）、『偶然の音楽』（2005年初演・2008年再演、主演:仲村トオル）に続いて3作目である。また、ニューヨーク三部作の他2作（『ガラスの街』、『鍵のかかった部屋』）のモチーフも入れ、物語に膨らみを持たせている。

### キャスト
- ブルー - 佐々木蔵之介
- ホワイト/ブラック - 奥田瑛二
- オレンジ/ヴァイオレット 他 - 市川実日子
- レッドマン 他 - 有川マコト
- グレー/グリーン 他 - 細見大輔
- ゴールドの少年 他 - 斉藤悠
- ブラウン 他 - 原金太郎

### スタッフ
- 構成・演出:白井晃
- 音楽:三宅純
- 振付:小野寺修二
- 制作協力:ケイファクトリー
- 企画・制作:パルコ